# MLS Cup
MLS Cup är finalmatchen i den nordamerikanska professionella fotbollsligan Major League Soccer (MLS), som är den högsta fotbollsligan i USA och Kanada.
I MLS Cup möts mästarna av ligans Eastern och Western Conference. Om segraren av MLS Cup kommer från USA, är laget även kvalificerat till kommande säsongs Concacaf Champions League. För klubbar från Kanada gäller däremot kanadensiska cupturneringen Canadian Championship som kvalificering för Champions League.
Den första MLS Cup spelades den 20 oktober 1996, samma år som den första säsongen av MLS sparkade igång i april, och har sedan dess varje år avslutat MLS-säsongen. Matchen spelades ursprungligen i mitten eller slutet av oktober, men har senare skjutits framåt och brukar numera spelas i november eller början av december.
Fram till och med 2011 spelades finalen på en i förväg bestämd arena, men sedan 2012 har den finalklubb som uppnått bäst resultat under grundserien favör av hemmaplan.
2017 segrade en kanadensisk klubb för första gången, då Toronto vann titeln.
Flest titlar (till och med 2021) har Los Angeles Galaxy med fem.

## Resultat

### 1990-talet
| 1              | 20 oktober 1996 | DC United                                       | 0000 3 – 2 (e.fl.) | Los Angeles Galaxy                 | Foxboro Stadium | |
| UTC− 7°C, regn | UTC− 7°C, regn  | Tony Sanneh 73′ Shawn Medved 81′ Eddie Pope 94′ | (0 – 1) Rapport    | 5′ Eduardo Hurtado 56′ Chris Armas | Foxborough, Massachusetts · Publik: 34 643 · Domare: Esfandiar Baharmast (USA) · Gult kort: Etcheverry, Peay, Hurtado, Noamouz · | Foxborough, Massachusetts · Publik: 34 643 · Domare: Esfandiar Baharmast (USA) · Gult kort: Etcheverry, Peay, Hurtado, Noamouz · |
| UTC− 7°C, regn | UTC− 7°C, regn  |                                                 |                    |                                    | Foxborough, Massachusetts · Publik: 34 643 · Domare: Esfandiar Baharmast (USA) · Gult kort: Etcheverry, Peay, Hurtado, Noamouz · | Foxborough, Massachusetts · Publik: 34 643 · Domare: Esfandiar Baharmast (USA) · Gult kort: Etcheverry, Peay, Hurtado, Noamouz · |
| UTC− 7°C, regn | UTC− 7°C, regn  |                                                 |                    |                                    | Foxborough, Massachusetts · Publik: 34 643 · Domare: Esfandiar Baharmast (USA) · Gult kort: Etcheverry, Peay, Hurtado, Noamouz · | Foxborough, Massachusetts · Publik: 34 643 · Domare: Esfandiar Baharmast (USA) · Gult kort: Etcheverry, Peay, Hurtado, Noamouz · |

| 2              | 26 oktober 1997 | Colorado Rapids                  | 2 – 1           | DC United      | RFK Stadium                                                                                                 | |
| UTC− 8°C, regn | UTC− 8°C, regn  | Jaime Moreno 37′ Tony Sanneh 68′ | (1 – 0) Rapport | 75′ Adrián Paz | Washington, District of Columbia · Publik: 57 431 · Domare: Brian Hall (USA) · Gult kort: Garlick, Balboa · | Washington, District of Columbia · Publik: 57 431 · Domare: Brian Hall (USA) · Gult kort: Garlick, Balboa · |
| UTC− 8°C, regn | UTC− 8°C, regn  |                                  |                 |                | Washington, District of Columbia · Publik: 57 431 · Domare: Brian Hall (USA) · Gult kort: Garlick, Balboa · | Washington, District of Columbia · Publik: 57 431 · Domare: Brian Hall (USA) · Gult kort: Garlick, Balboa · |
| UTC− 8°C, regn | UTC− 8°C, regn  |                                  |                 |                | Washington, District of Columbia · Publik: 57 431 · Domare: Brian Hall (USA) · Gult kort: Garlick, Balboa · | Washington, District of Columbia · Publik: 57 431 · Domare: Brian Hall (USA) · Gult kort: Garlick, Balboa · |

| 3                    | 25 oktober 1998      | Chicago Fire                            | 2 – 0                       | DC United | Rose Bowl | |
| UTC− 23°C, halvklart | UTC− 23°C, halvklart | Jerzy Podbrożny 29′ Diego Gutiérrez 45′ | (2 – 0) Rapport 1 Rapport 2 |           | Pasadena, Kalifornien · Publik: 51 350 · Domare: Kevin Terry (USA) · Gult kort: Razov, Gutiérrez, Marsch, Sanneh, Etcheverry · | Pasadena, Kalifornien · Publik: 51 350 · Domare: Kevin Terry (USA) · Gult kort: Razov, Gutiérrez, Marsch, Sanneh, Etcheverry · |
| UTC− 23°C, halvklart | UTC− 23°C, halvklart |                                         |                             |           | Pasadena, Kalifornien · Publik: 51 350 · Domare: Kevin Terry (USA) · Gult kort: Razov, Gutiérrez, Marsch, Sanneh, Etcheverry · | Pasadena, Kalifornien · Publik: 51 350 · Domare: Kevin Terry (USA) · Gult kort: Razov, Gutiérrez, Marsch, Sanneh, Etcheverry · |
| UTC− 23°C, halvklart | UTC− 23°C, halvklart |                                         |                             |           | Pasadena, Kalifornien · Publik: 51 350 · Domare: Kevin Terry (USA) · Gult kort: Razov, Gutiérrez, Marsch, Sanneh, Etcheverry · | Pasadena, Kalifornien · Publik: 51 350 · Domare: Kevin Terry (USA) · Gult kort: Razov, Gutiérrez, Marsch, Sanneh, Etcheverry · |

| 4                 | 21 november 1999  | DC United                        | 2 – 0           | Los Angeles Galaxy | Foxboro Stadium | |
| UTC− 17°C, soligt | UTC− 17°C, soligt | Jaime Moreno 19′ Ben Olsen 45+?′ | (2 – 0) Rapport |                    | Foxborough, Massachusetts · Publik: 44 910 · Domare: Tim Weyland (USA) · Gult kort: Olsen, Talley, Soñora, Jones, Myers · | Foxborough, Massachusetts · Publik: 44 910 · Domare: Tim Weyland (USA) · Gult kort: Olsen, Talley, Soñora, Jones, Myers · |
| UTC− 17°C, soligt | UTC− 17°C, soligt |                                  |                 |                    | Foxborough, Massachusetts · Publik: 44 910 · Domare: Tim Weyland (USA) · Gult kort: Olsen, Talley, Soñora, Jones, Myers · | Foxborough, Massachusetts · Publik: 44 910 · Domare: Tim Weyland (USA) · Gult kort: Olsen, Talley, Soñora, Jones, Myers · |
| UTC− 17°C, soligt | UTC− 17°C, soligt |                                  |                 |                    | Foxborough, Massachusetts · Publik: 44 910 · Domare: Tim Weyland (USA) · Gult kort: Olsen, Talley, Soñora, Jones, Myers · | Foxborough, Massachusetts · Publik: 44 910 · Domare: Tim Weyland (USA) · Gult kort: Olsen, Talley, Soñora, Jones, Myers · |

### 2000-talet
| 5    | 15 oktober 2000 | Kansas City Wizards | 1 – 0           | Chicago Fire | RFK Stadium | |
| UTC− | UTC−            | Miklos Molnar 11′   | (1 – 0) Rapport |              | Washington, District of Columbia · Publik: 39 159 · Domare: Paul Tamberino (USA) · Gult kort: Johnston, Garcia, Meola, Kovalenko, Bonseu · | Washington, District of Columbia · Publik: 39 159 · Domare: Paul Tamberino (USA) · Gult kort: Johnston, Garcia, Meola, Kovalenko, Bonseu · |
| UTC− | UTC−            |                     |                 |              | Washington, District of Columbia · Publik: 39 159 · Domare: Paul Tamberino (USA) · Gult kort: Johnston, Garcia, Meola, Kovalenko, Bonseu · | Washington, District of Columbia · Publik: 39 159 · Domare: Paul Tamberino (USA) · Gult kort: Johnston, Garcia, Meola, Kovalenko, Bonseu · |
| UTC− | UTC−            |                     |                 |              | Washington, District of Columbia · Publik: 39 159 · Domare: Paul Tamberino (USA) · Gult kort: Johnston, Garcia, Meola, Kovalenko, Bonseu · | Washington, District of Columbia · Publik: 39 159 · Domare: Paul Tamberino (USA) · Gult kort: Johnston, Garcia, Meola, Kovalenko, Bonseu · |

| 6         | 21 oktober 2001 | San Jose Earthquakes                     | 0000 2 – 1 (e.fl.)          | Los Angeles Galaxy | Columbus Crew Stadium                                                                                                | |
| UTC− 20°C | UTC− 20°C       | Landon Donovan 43′ Dwayne De Rosario 96′ | (1 – 1) Rapport 1 Rapport 2 | 21′ Luis Hernández | Columbus, Ohio · Publik: 21 626 · Domare: Kevin Stott (USA) · Gult kort: Conrad, Ekelund, Ibsen, Caligiuri, Califf · | Columbus, Ohio · Publik: 21 626 · Domare: Kevin Stott (USA) · Gult kort: Conrad, Ekelund, Ibsen, Caligiuri, Califf · |
| UTC− 20°C | UTC− 20°C       |                                          |                             |                    | Columbus, Ohio · Publik: 21 626 · Domare: Kevin Stott (USA) · Gult kort: Conrad, Ekelund, Ibsen, Caligiuri, Califf · | Columbus, Ohio · Publik: 21 626 · Domare: Kevin Stott (USA) · Gult kort: Conrad, Ekelund, Ibsen, Caligiuri, Califf · |
| UTC− 20°C | UTC− 20°C       |                                          |                             |                    | Columbus, Ohio · Publik: 21 626 · Domare: Kevin Stott (USA) · Gult kort: Conrad, Ekelund, Ibsen, Caligiuri, Califf · | Columbus, Ohio · Publik: 21 626 · Domare: Kevin Stott (USA) · Gult kort: Conrad, Ekelund, Ibsen, Caligiuri, Califf · |

| 7                 | 20 oktober 2002   | Los Angeles Galaxy | 0000 1 – 0 (e.fl.)          | New England Revolution | Gillette Stadium                                                                                                  | |
| UTC− 18°C, soligt | UTC− 18°C, soligt | Carlos Ruiz 113′   | (0 – 0) Rapport 1 Rapport 2 |                        | Foxborough, Massachusetts · Publik: 61 316 · Domare: Kevin Terry (USA) · Gult kort: Elliott, Franchino, Llamosa · | Foxborough, Massachusetts · Publik: 61 316 · Domare: Kevin Terry (USA) · Gult kort: Elliott, Franchino, Llamosa · |
| UTC− 18°C, soligt | UTC− 18°C, soligt |                    |                             |                        | Foxborough, Massachusetts · Publik: 61 316 · Domare: Kevin Terry (USA) · Gult kort: Elliott, Franchino, Llamosa · | Foxborough, Massachusetts · Publik: 61 316 · Domare: Kevin Terry (USA) · Gult kort: Elliott, Franchino, Llamosa · |
| UTC− 18°C, soligt | UTC− 18°C, soligt |                    |                             |                        | Foxborough, Massachusetts · Publik: 61 316 · Domare: Kevin Terry (USA) · Gult kort: Elliott, Franchino, Llamosa · | Foxborough, Massachusetts · Publik: 61 316 · Domare: Kevin Terry (USA) · Gult kort: Elliott, Franchino, Llamosa · |

| 8                 | 23 november 2003  | San Jose Earthquakes                                            | 4 – 2                       | Chicago Fire                                | Home Depot Center                                                                               |                                                                                                 |
| UTC− 22°C, soligt | UTC− 22°C, soligt | Ronnie Ekelund 5′ Landon Donovan 38′, 71′ Richard Mulrooney 50′ | (2 – 0) Rapport 1 Rapport 2 | 49′ DaMarcus Beasley 54′ (sjm.) Chris Roner | Carson, Kalifornien · Publik: 27 000 · Domare: Brian Hall (USA) · Gult kort: Waibel, Robinson · | Carson, Kalifornien · Publik: 27 000 · Domare: Brian Hall (USA) · Gult kort: Waibel, Robinson · |
| UTC− 22°C, soligt | UTC− 22°C, soligt |                                                                 |                             |                                             | Carson, Kalifornien · Publik: 27 000 · Domare: Brian Hall (USA) · Gult kort: Waibel, Robinson · | Carson, Kalifornien · Publik: 27 000 · Domare: Brian Hall (USA) · Gult kort: Waibel, Robinson · |
| UTC− 22°C, soligt | UTC− 22°C, soligt |                                                                 |                             |                                             | Carson, Kalifornien · Publik: 27 000 · Domare: Brian Hall (USA) · Gult kort: Waibel, Robinson · | Carson, Kalifornien · Publik: 27 000 · Domare: Brian Hall (USA) · Gult kort: Waibel, Robinson · |

| 9                | 14 november 2004 | DC United                                           | 3 – 2                       | Kansas City Wizards                       | Home Depot Center | |
| UTC− 27°C, klart | UTC− 27°C, klart | Alecko Eskandarian 19′, 23′ Alex Zotincă 26′ (sjm.) | (3 – 1) Rapport 1 Rapport 2 | 6′ José Burciaga Jr 58′ (str.) Josh Wolff | Carson, Kalifornien · Publik: 25 797 · Domare: Michael Kennedy (USA) · Gult kort: Stewart, Namoff, Olsen, Gutiérrez · Rött kort: Kovalenko | Carson, Kalifornien · Publik: 25 797 · Domare: Michael Kennedy (USA) · Gult kort: Stewart, Namoff, Olsen, Gutiérrez · Rött kort: Kovalenko |
| UTC− 27°C, klart | UTC− 27°C, klart |                                                     |                             |                                           | Carson, Kalifornien · Publik: 25 797 · Domare: Michael Kennedy (USA) · Gult kort: Stewart, Namoff, Olsen, Gutiérrez · Rött kort: Kovalenko | Carson, Kalifornien · Publik: 25 797 · Domare: Michael Kennedy (USA) · Gult kort: Stewart, Namoff, Olsen, Gutiérrez · Rött kort: Kovalenko |
| UTC− 27°C, klart | UTC− 27°C, klart |                                                     |                             |                                           | Carson, Kalifornien · Publik: 25 797 · Domare: Michael Kennedy (USA) · Gult kort: Stewart, Namoff, Olsen, Gutiérrez · Rött kort: Kovalenko | Carson, Kalifornien · Publik: 25 797 · Domare: Michael Kennedy (USA) · Gult kort: Stewart, Namoff, Olsen, Gutiérrez · Rött kort: Kovalenko |

| 10                 | 13 november 2005   | Los Angeles Galaxy     | 0000 1 – 0 (e.fl.)          | New England Revolution | Pizza Hut Park | |
| UTC− 20°C, molnigt | UTC− 20°C, molnigt | Guillermo Ramírez 105′ | (0 – 0) Rapport 1 Rapport 2 |                        | Frisco, Texas · Publik: 21 193 · Domare: Baldomero Toledo (USA) · Gult kort: Dunivant, Nagamura, Marshall, Gomez, Albright, Parkhurst, Franchino, Joseph, Riley, Heaps · | Frisco, Texas · Publik: 21 193 · Domare: Baldomero Toledo (USA) · Gult kort: Dunivant, Nagamura, Marshall, Gomez, Albright, Parkhurst, Franchino, Joseph, Riley, Heaps · |
| UTC− 20°C, molnigt | UTC− 20°C, molnigt |                        |                             |                        | Frisco, Texas · Publik: 21 193 · Domare: Baldomero Toledo (USA) · Gult kort: Dunivant, Nagamura, Marshall, Gomez, Albright, Parkhurst, Franchino, Joseph, Riley, Heaps · | Frisco, Texas · Publik: 21 193 · Domare: Baldomero Toledo (USA) · Gult kort: Dunivant, Nagamura, Marshall, Gomez, Albright, Parkhurst, Franchino, Joseph, Riley, Heaps · |
| UTC− 20°C, molnigt | UTC− 20°C, molnigt |                        |                             |                        | Frisco, Texas · Publik: 21 193 · Domare: Baldomero Toledo (USA) · Gult kort: Dunivant, Nagamura, Marshall, Gomez, Albright, Parkhurst, Franchino, Joseph, Riley, Heaps · | Frisco, Texas · Publik: 21 193 · Domare: Baldomero Toledo (USA) · Gult kort: Dunivant, Nagamura, Marshall, Gomez, Albright, Parkhurst, Franchino, Joseph, Riley, Heaps · |

| 11   | 12 november 2006 | Houston Dynamo                                                    | 0000 1 – 1 (e.fl.)          | New England Revolution                                        | Pizza Hut Park                                                                                                | |
| UTC− | UTC−             | Brian Ching 114′                                                  | (0 – 0) Rapport 1 Rapport 2 | 113′ Taylor Twellman                                          | Frisco, Texas · Publik: 22 427 · Domare: Jair Marrufo (USA) · Gult kort: Davis, Cochrane, Waibel, Franchino · | Frisco, Texas · Publik: 22 427 · Domare: Jair Marrufo (USA) · Gult kort: Davis, Cochrane, Waibel, Franchino · |
| UTC− | UTC−             |                                                                   |                             |                                                               | Frisco, Texas · Publik: 22 427 · Domare: Jair Marrufo (USA) · Gult kort: Davis, Cochrane, Waibel, Franchino · | Frisco, Texas · Publik: 22 427 · Domare: Jair Marrufo (USA) · Gult kort: Davis, Cochrane, Waibel, Franchino · |
| UTC− | UTC−             | Kelly Gray Stuart Holden Dwayne De Rosario Brad Davis Brian Ching | Straffsparksläggning 4 – 3  | Shalrie Joseph Matt Reis Pat Noonan Taylor Twellman Jay Heaps | Frisco, Texas · Publik: 22 427 · Domare: Jair Marrufo (USA) · Gult kort: Davis, Cochrane, Waibel, Franchino · | Frisco, Texas · Publik: 22 427 · Domare: Jair Marrufo (USA) · Gult kort: Davis, Cochrane, Waibel, Franchino · |

| 12                 | 18 november 2007   | Houston Dynamo                           | 2 – 1                       | New England Revolution | RFK Stadium                                                                                               | |
| UTC− 13°C, molnigt | UTC− 13°C, molnigt | Joseph Ngwenya 61′ Dwayne De Rosario 74′ | (0 – 1) Rapport 1 Rapport 2 | 20′ Taylor Twellman    | Washington, District of Columbia · Publik: 39 859 · Domare: Alex Prus (USA) · Gult kort: Barrett, Smith · | Washington, District of Columbia · Publik: 39 859 · Domare: Alex Prus (USA) · Gult kort: Barrett, Smith · |
| UTC− 13°C, molnigt | UTC− 13°C, molnigt |                                          |                             |                        | Washington, District of Columbia · Publik: 39 859 · Domare: Alex Prus (USA) · Gult kort: Barrett, Smith · | Washington, District of Columbia · Publik: 39 859 · Domare: Alex Prus (USA) · Gult kort: Barrett, Smith · |
| UTC− 13°C, molnigt | UTC− 13°C, molnigt |                                          |                             |                        | Washington, District of Columbia · Publik: 39 859 · Domare: Alex Prus (USA) · Gult kort: Barrett, Smith · | Washington, District of Columbia · Publik: 39 859 · Domare: Alex Prus (USA) · Gult kort: Barrett, Smith · |

| 13                 | 23 november 2008   | Columbus Crew                                             | 3 – 1                       | New York Red Bulls | Home Depot Center                                                                                   | |
| UTC− 20°C, molnigt | UTC− 20°C, molnigt | Alejandro Moreno 31′ Chad Marshall 53′ Frankie Hejduk 82′ | (1 – 0) Rapport 1 Rapport 2 | 51′ John Wolyniec  | Carson, Kalifornien · Publik: 27 000 · Domare: Baldomero Toledo (USA) · Gult kort: Padula, Leitch · | Carson, Kalifornien · Publik: 27 000 · Domare: Baldomero Toledo (USA) · Gult kort: Padula, Leitch · |
| UTC− 20°C, molnigt | UTC− 20°C, molnigt |                                                           |                             |                    | Carson, Kalifornien · Publik: 27 000 · Domare: Baldomero Toledo (USA) · Gult kort: Padula, Leitch · | Carson, Kalifornien · Publik: 27 000 · Domare: Baldomero Toledo (USA) · Gult kort: Padula, Leitch · |
| UTC− 20°C, molnigt | UTC− 20°C, molnigt |                                                           |                             |                    | Carson, Kalifornien · Publik: 27 000 · Domare: Baldomero Toledo (USA) · Gult kort: Padula, Leitch · | Carson, Kalifornien · Publik: 27 000 · Domare: Baldomero Toledo (USA) · Gult kort: Padula, Leitch · |

| 14                | 22 november 2009  | Real Salt Lake                                                                                     | 0000 1 – 1 (e.fl.)          | Los Angeles Galaxy                                                                              | Qwest Field                                                                                         | |
| UTC− 7°C, molnigt | UTC− 7°C, molnigt | Robbie Findley 64′                                                                                 | (0 – 1) Rapport 1 Rapport 2 | 41′ Mike Magee                                                                                  | Seattle, Washington · Publik: 46 011 · Domare: Kevin Stott (USA) · Gult kort: Movsisian, Birchall · | Seattle, Washington · Publik: 46 011 · Domare: Kevin Stott (USA) · Gult kort: Movsisian, Birchall · |
| UTC− 7°C, molnigt | UTC− 7°C, molnigt | |                             |                                                                                                 | Seattle, Washington · Publik: 46 011 · Domare: Kevin Stott (USA) · Gult kort: Movsisian, Birchall · | Seattle, Washington · Publik: 46 011 · Domare: Kevin Stott (USA) · Gult kort: Movsisian, Birchall · |
| UTC− 7°C, molnigt | UTC− 7°C, molnigt | Clint Mathis Robbie Findley Kyle Beckerman Ned Grabavoy Andy Williams Chris Wingert Robbie Russell | Straffsparksläggning 5 – 4  | David Beckham Gregg Berhalter Jovan Kirovski Landon Donovan Mike Magee Chris Klein Edson Buddle | Seattle, Washington · Publik: 46 011 · Domare: Kevin Stott (USA) · Gult kort: Movsisian, Birchall · | Seattle, Washington · Publik: 46 011 · Domare: Kevin Stott (USA) · Gult kort: Movsisian, Birchall · |

### 2010-talet
| 15              | 21 november 2010 | Colorado Rapids                         | 0000 2 – 1 (e.fl.)          | Dallas             | BMO Field | |
| UTC− 6°C, klart | UTC− 6°C, klart  | Conor Casey 57′ George John 107′ (sjm.) | (0 – 1) Rapport 1 Rapport 2 | 35′ David Ferreira | Toronto, Ontario · Publik: 21 700 · Domare: Baldomero Toledo (USA) · Gult kort: Wallace, Smith, Casey, Benítez · | Toronto, Ontario · Publik: 21 700 · Domare: Baldomero Toledo (USA) · Gult kort: Wallace, Smith, Casey, Benítez · |
| UTC− 6°C, klart | UTC− 6°C, klart  |                                         |                             |                    | Toronto, Ontario · Publik: 21 700 · Domare: Baldomero Toledo (USA) · Gult kort: Wallace, Smith, Casey, Benítez · | Toronto, Ontario · Publik: 21 700 · Domare: Baldomero Toledo (USA) · Gult kort: Wallace, Smith, Casey, Benítez · |
| UTC− 6°C, klart | UTC− 6°C, klart  |                                         |                             |                    | Toronto, Ontario · Publik: 21 700 · Domare: Baldomero Toledo (USA) · Gult kort: Wallace, Smith, Casey, Benítez · | Toronto, Ontario · Publik: 21 700 · Domare: Baldomero Toledo (USA) · Gult kort: Wallace, Smith, Casey, Benítez · |

| 16              | 20 november 2011 | Los Angeles Galaxy | 1 – 0                       | Houston Dynamo | Home Depot Center | |
| UTC− 12°C, regn | UTC− 12°C, regn  | Landon Donovan 72′ | (0 – 0) Rapport 1 Rapport 2 |                | Carson, Kalifornien · Publik: 30 281 · Domare: Ricardo Salazar (USA) · Gult kort: Cristman, Beckham, Donovan, Boswell, Hainault · | Carson, Kalifornien · Publik: 30 281 · Domare: Ricardo Salazar (USA) · Gult kort: Cristman, Beckham, Donovan, Boswell, Hainault · |
| UTC− 12°C, regn | UTC− 12°C, regn  |                    |                             |                | Carson, Kalifornien · Publik: 30 281 · Domare: Ricardo Salazar (USA) · Gult kort: Cristman, Beckham, Donovan, Boswell, Hainault · | Carson, Kalifornien · Publik: 30 281 · Domare: Ricardo Salazar (USA) · Gult kort: Cristman, Beckham, Donovan, Boswell, Hainault · |
| UTC− 12°C, regn | UTC− 12°C, regn  |                    |                             |                | Carson, Kalifornien · Publik: 30 281 · Domare: Ricardo Salazar (USA) · Gult kort: Cristman, Beckham, Donovan, Boswell, Hainault · | Carson, Kalifornien · Publik: 30 281 · Domare: Ricardo Salazar (USA) · Gult kort: Cristman, Beckham, Donovan, Boswell, Hainault · |

| 17                       | 1 december 2012          | Los Angeles Galaxy                                                    | 3 – 1                       | Houston Dynamo | Home Depot Center                                                                                             | |
| 13:30 UTC−8 Huvudartikel | 13:30 UTC−8 Huvudartikel | Omar Gonzalez 60′ Landon Donovan 65′ (str.) Robbie Keane 90+4′ (str.) | (0 – 1) Rapport 1 Rapport 2 | 44′ Calen Carr | Carson, Kalifornien · Publik: 30 510 · Domare: Silviu Petrescu (Kanada) · Gult kort: Donovan, Boswell, Hall · | Carson, Kalifornien · Publik: 30 510 · Domare: Silviu Petrescu (Kanada) · Gult kort: Donovan, Boswell, Hall · |
| 13:30 UTC−8 Huvudartikel | 13:30 UTC−8 Huvudartikel |                                                                       |                             |                | Carson, Kalifornien · Publik: 30 510 · Domare: Silviu Petrescu (Kanada) · Gult kort: Donovan, Boswell, Hall · | Carson, Kalifornien · Publik: 30 510 · Domare: Silviu Petrescu (Kanada) · Gult kort: Donovan, Boswell, Hall · |
| 13:30 UTC−8 Huvudartikel | 13:30 UTC−8 Huvudartikel |                                                                       |                             |                | Carson, Kalifornien · Publik: 30 510 · Domare: Silviu Petrescu (Kanada) · Gult kort: Donovan, Boswell, Hall · | Carson, Kalifornien · Publik: 30 510 · Domare: Silviu Petrescu (Kanada) · Gult kort: Donovan, Boswell, Hall · |

| 18                 | 7 december 2013    | Sporting Kansas City | 0000 1 – 1 (e.fl.)          | Real Salt Lake | Sporting Park | |
| 15:00 UTC−6 Soligt | 15:00 UTC−6 Soligt | Aurélien Collin 76′ | (0 – 0) Rapport 1 Rapport 2 | 52′ Álvaro Saborío | Kansas City, Kansas · Publik: 21 650 · Domare: Hilario Grajeda (USA) · Gult kort: Collin, Feilhaber, Wingert, Saborío, Beckerman · | Kansas City, Kansas · Publik: 21 650 · Domare: Hilario Grajeda (USA) · Gult kort: Collin, Feilhaber, Wingert, Saborío, Beckerman · |
| 15:00 UTC−6 Soligt | 15:00 UTC−6 Soligt | |                             | | Kansas City, Kansas · Publik: 21 650 · Domare: Hilario Grajeda (USA) · Gult kort: Collin, Feilhaber, Wingert, Saborío, Beckerman · | Kansas City, Kansas · Publik: 21 650 · Domare: Hilario Grajeda (USA) · Gult kort: Collin, Feilhaber, Wingert, Saborío, Beckerman · |
| 15:00 UTC−6 Soligt | 15:00 UTC−6 Soligt | Claudio Bieler Paulo Nagamura Matt Besler Benny Feilhaber Graham Zusi Seth Sinovic C.J. Sapong Lawrence Olum Chance Myers Aurélien Collin | Straffsparksläggning 7 – 6  | Álvaro Saborío Ned Grabavoy Kyle Beckerman Joao Plata Javier Morales Chris Schuler Tony Beltran Sebastián Velásquez Borchers Lovel Palmer | Kansas City, Kansas · Publik: 21 650 · Domare: Hilario Grajeda (USA) · Gult kort: Collin, Feilhaber, Wingert, Saborío, Beckerman · | Kansas City, Kansas · Publik: 21 650 · Domare: Hilario Grajeda (USA) · Gult kort: Collin, Feilhaber, Wingert, Saborío, Beckerman · |

| 20                    | 6 december 2015       | Columbus Crew  | 1 – 2                       | Portland Timbers                  | Mapfre Stadium                                                                                              | |
| 16:00 UTC−5 Halvklart | 16:00 UTC−5 Halvklart | Kei Kamara 18′ | (1 – 2) Rapport 1 Rapport 2 | 1′ Diego Valeri 7′ Rodney Wallace | Columbus, Ohio · Publik: 21 747 · Domare: Jair Marrufo (USA) · Gult kort: Afful, Powell, Valeri, Asprilla · | Columbus, Ohio · Publik: 21 747 · Domare: Jair Marrufo (USA) · Gult kort: Afful, Powell, Valeri, Asprilla · |
| 16:00 UTC−5 Halvklart | 16:00 UTC−5 Halvklart |                |                             |                                   | Columbus, Ohio · Publik: 21 747 · Domare: Jair Marrufo (USA) · Gult kort: Afful, Powell, Valeri, Asprilla · | Columbus, Ohio · Publik: 21 747 · Domare: Jair Marrufo (USA) · Gult kort: Afful, Powell, Valeri, Asprilla · |
| 16:00 UTC−5 Halvklart | 16:00 UTC−5 Halvklart |                |                             |                                   | Columbus, Ohio · Publik: 21 747 · Domare: Jair Marrufo (USA) · Gult kort: Afful, Powell, Valeri, Asprilla · | Columbus, Ohio · Publik: 21 747 · Domare: Jair Marrufo (USA) · Gult kort: Afful, Powell, Valeri, Asprilla · |

| 21                | 10 december 2016  | Toronto                                                                           | 0000 0 – 0 (e.fl.)          | Seattle Sounders                                                                         | BMO Field                                                                                               | |
| 20:00 UTC−5 Klart | 20:00 UTC−5 Klart |                                                                                   | (0 – 0) Rapport 1 Rapport 2 |                                                                                          | Toronto, Ontario · Publik: 36 045 · Domare: Alan Kelly (Irland) · Gult kort: Bradley, Marshall, Jones · | Toronto, Ontario · Publik: 36 045 · Domare: Alan Kelly (Irland) · Gult kort: Bradley, Marshall, Jones · |
| 20:00 UTC−5 Klart | 20:00 UTC−5 Klart |                                                                                   |                             |                                                                                          | Toronto, Ontario · Publik: 36 045 · Domare: Alan Kelly (Irland) · Gult kort: Bradley, Marshall, Jones · | Toronto, Ontario · Publik: 36 045 · Domare: Alan Kelly (Irland) · Gult kort: Bradley, Marshall, Jones · |
| 20:00 UTC−5 Klart | 20:00 UTC−5 Klart | Jozy Altidore Michael Bradley Benoît Cheyrou Will Johnson Drew Moor Justin Morrow | Straffsparksläggning 4 – 5  | Brad Evans Andreas Ivanschitz Álvaro Fernández Joevin Jones Nicolás Lodeiro Román Torres | Toronto, Ontario · Publik: 36 045 · Domare: Alan Kelly (Irland) · Gult kort: Bradley, Marshall, Jones · | Toronto, Ontario · Publik: 36 045 · Domare: Alan Kelly (Irland) · Gult kort: Bradley, Marshall, Jones · |

| 22                | 9 december 2017   | Toronto                                        | 2 – 0                       | Seattle Sounders | BMO Field                                                                              |                                                                                        |
| 16:00 UTC−5 Klart | 16:00 UTC−5 Klart | Jozy Altidore 67′ Víctor Vázquez Solsona 90+4′ | (0 – 0) Rapport 1 Rapport 2 |                  | Toronto, Ontario · Publik: 30 584 · Domare: Allen Chapman (USA) · Gult kort: Vázquez · | Toronto, Ontario · Publik: 30 584 · Domare: Allen Chapman (USA) · Gult kort: Vázquez · |
| 16:00 UTC−5 Klart | 16:00 UTC−5 Klart |                                                |                             |                  | Toronto, Ontario · Publik: 30 584 · Domare: Allen Chapman (USA) · Gult kort: Vázquez · | Toronto, Ontario · Publik: 30 584 · Domare: Allen Chapman (USA) · Gult kort: Vázquez · |
| 16:00 UTC−5 Klart | 16:00 UTC−5 Klart |                                                |                             |                  | Toronto, Ontario · Publik: 30 584 · Domare: Allen Chapman (USA) · Gult kort: Vázquez · | Toronto, Ontario · Publik: 30 584 · Domare: Allen Chapman (USA) · Gult kort: Vázquez · |

| 23                | 8 december 2018   | Atlanta United                        | 2 – 0                       | Portland Timbers | Mercedes-Benz Stadium                                                                        |                                                                                              |
| 20:00 UTC−5 Klart | 20:00 UTC−5 Klart | Josef Martínez 39′ Franco Escobar 54′ | (1 – 0) Rapport 1 Rapport 2 |                  | Atlanta, Georgia · Publik: 73 019 · Domare: Alan Kelly (Irland) · Gult kort: McCann, Chará · | Atlanta, Georgia · Publik: 73 019 · Domare: Alan Kelly (Irland) · Gult kort: McCann, Chará · |
| 20:00 UTC−5 Klart | 20:00 UTC−5 Klart |                                       |                             |                  | Atlanta, Georgia · Publik: 73 019 · Domare: Alan Kelly (Irland) · Gult kort: McCann, Chará · | Atlanta, Georgia · Publik: 73 019 · Domare: Alan Kelly (Irland) · Gult kort: McCann, Chará · |
| 20:00 UTC−5 Klart | 20:00 UTC−5 Klart |                                       |                             |                  | Atlanta, Georgia · Publik: 73 019 · Domare: Alan Kelly (Irland) · Gult kort: McCann, Chará · | Atlanta, Georgia · Publik: 73 019 · Domare: Alan Kelly (Irland) · Gult kort: McCann, Chará · |

| 24                  | 10 november 2019    | Seattle Sounders                                         | 3 – 1                       | Toronto             | CenturyLink Field                                                                                  | |
| 12:00 UTC−8 Molnigt | 12:00 UTC−8 Molnigt | Kelvin Leerdam 57′ Víctor Rodríguez 76′ Raúl Ruidíaz 90′ | (0 – 0) Rapport 1 Rapport 2 | 90+3′ Jozy Altidore | Seattle, Washington · Publik: 69 274 · Domare: Allen Chapman (USA) · Gult kort: Ruidíaz, Pozuelo · | Seattle, Washington · Publik: 69 274 · Domare: Allen Chapman (USA) · Gult kort: Ruidíaz, Pozuelo · |
| 12:00 UTC−8 Molnigt | 12:00 UTC−8 Molnigt |                                                          |                             |                     | Seattle, Washington · Publik: 69 274 · Domare: Allen Chapman (USA) · Gult kort: Ruidíaz, Pozuelo · | Seattle, Washington · Publik: 69 274 · Domare: Allen Chapman (USA) · Gult kort: Ruidíaz, Pozuelo · |
| 12:00 UTC−8 Molnigt | 12:00 UTC−8 Molnigt |                                                          |                             |                     | Seattle, Washington · Publik: 69 274 · Domare: Allen Chapman (USA) · Gult kort: Ruidíaz, Pozuelo · | Seattle, Washington · Publik: 69 274 · Domare: Allen Chapman (USA) · Gult kort: Ruidíaz, Pozuelo · |

### 2020-talet
| 25          | 12 december 2020 | Columbus Crew                                | 3 – 0           | Seattle Sounders | Mapfre Stadium                                                                               |                                                                                              |
| 20:30 UTC−5 | 20:30 UTC−5      | Lucas Zelarayán 25′, 82′ Derrick Etienne 31′ | (2 – 0) Rapport |                  | Columbus, Ohio · Publik: 1 500 · Domare: Jair Marrufo (USA) · Gult kort: João Paulo, Smith · | Columbus, Ohio · Publik: 1 500 · Domare: Jair Marrufo (USA) · Gult kort: João Paulo, Smith · |
| 20:30 UTC−5 | 20:30 UTC−5      |                                              |                 |                  | Columbus, Ohio · Publik: 1 500 · Domare: Jair Marrufo (USA) · Gult kort: João Paulo, Smith · | Columbus, Ohio · Publik: 1 500 · Domare: Jair Marrufo (USA) · Gult kort: João Paulo, Smith · |
| 20:30 UTC−5 | 20:30 UTC−5      |                                              |                 |                  | Columbus, Ohio · Publik: 1 500 · Domare: Jair Marrufo (USA) · Gult kort: João Paulo, Smith · | Columbus, Ohio · Publik: 1 500 · Domare: Jair Marrufo (USA) · Gult kort: João Paulo, Smith · |

| 26                | 11 december 2021  | Portland Timbers                                           | 0000 1 – 1 (e.fl.)   | New York City                                                                           | Providence Park | |
| 12:00 UTC−8 Klart | 12:00 UTC−8 Klart | Felipe Mora 90+4′                                          | (0 – 1) Rapport      | 41′ Valentín Castellanos                                                                | Portland, Oregon · Publik: 25 218 · Domare: Armando Villarreal (USA) · Gult kort: Van Rankin, Chará, Rodríguez, Johnson, Medina · | Portland, Oregon · Publik: 25 218 · Domare: Armando Villarreal (USA) · Gult kort: Van Rankin, Chará, Rodríguez, Johnson, Medina · |
| 12:00 UTC−8 Klart | 12:00 UTC−8 Klart |                                                            |                      |                                                                                         | Portland, Oregon · Publik: 25 218 · Domare: Armando Villarreal (USA) · Gult kort: Van Rankin, Chará, Rodríguez, Johnson, Medina · | Portland, Oregon · Publik: 25 218 · Domare: Armando Villarreal (USA) · Gult kort: Van Rankin, Chará, Rodríguez, Johnson, Medina · |
| 12:00 UTC−8 Klart | 12:00 UTC−8 Klart | Felipe Mora Diego Valeri Santiago Moreno Cristhian Paredes | Straffsparksläggning | Valentín Castellanos Alfredo Morales Maximiliano Moralez Talles Magno Alexander Callens | Portland, Oregon · Publik: 25 218 · Domare: Armando Villarreal (USA) · Gult kort: Van Rankin, Chará, Rodríguez, Johnson, Medina · | Portland, Oregon · Publik: 25 218 · Domare: Armando Villarreal (USA) · Gult kort: Van Rankin, Chará, Rodríguez, Johnson, Medina · |

## MLS Cups per klubb
I tabellen nedan anges endast klubbens nuvarande namn.
| Nr | Klubb                  | MLS Cup- vinster | År                           | MLS Cup- förluster | År                           |
| -- | ---------------------- | ---------------- | ---------------------------- | ------------------ | ---------------------------- |
| 1  | Los Angeles Galaxy     | 5                | 2002, 2005, 2011, 2012, 2014 | 4                  | 1996, 1999, 2001, 2009       |
| 2  | DC United              | 4                | 1996, 1997, 1999, 2004       | 1                  | 1998                         |
| 3  | Houston Dynamo         | 2                | 2006, 2007                   | 2                  | 2011, 2012                   |
| 3  | Seattle Sounders       | 2                | 2016, 2019                   | 2                  | 2017, 2020                   |
| 5  | Columbus Crew          | 2                | 2008, 2020                   | 1                  | 2015                         |
| 5  | Sporting Kansas City   | 2                | 2000, 2013                   | 1                  | 2004                         |
| 7  | San Jose Earthquakes   | 2                | 2001, 2003                   | 0                  |                              |
| 8  | Chicago Fire           | 1                | 1998                         | 2                  | 2000, 2003                   |
| 8  | Portland Timbers       | 1                | 2015                         | 2                  | 2018, 2021                   |
| 8  | Toronto                | 1                | 2017                         | 2                  | 2016, 2019                   |
| 11 | Colorado Rapids        | 1                | 2010                         | 1                  | 1997                         |
| 11 | Real Salt Lake         | 1                | 2009                         | 1                  | 2013                         |
| 13 | Atlanta United         | 1                | 2018                         | 0                  |                              |
| 13 | New York City          | 1                | 2021                         | 0                  |                              |
| 15 | New England Revolution | 0                |                              | 5                  | 2002, 2005, 2006, 2007, 2014 |
| 16 | Dallas                 | 0                |                              | 1                  | 2010                         |
| 16 | New York Red Bulls     | 0                |                              | 1                  | 2008                         |

## MVP Award

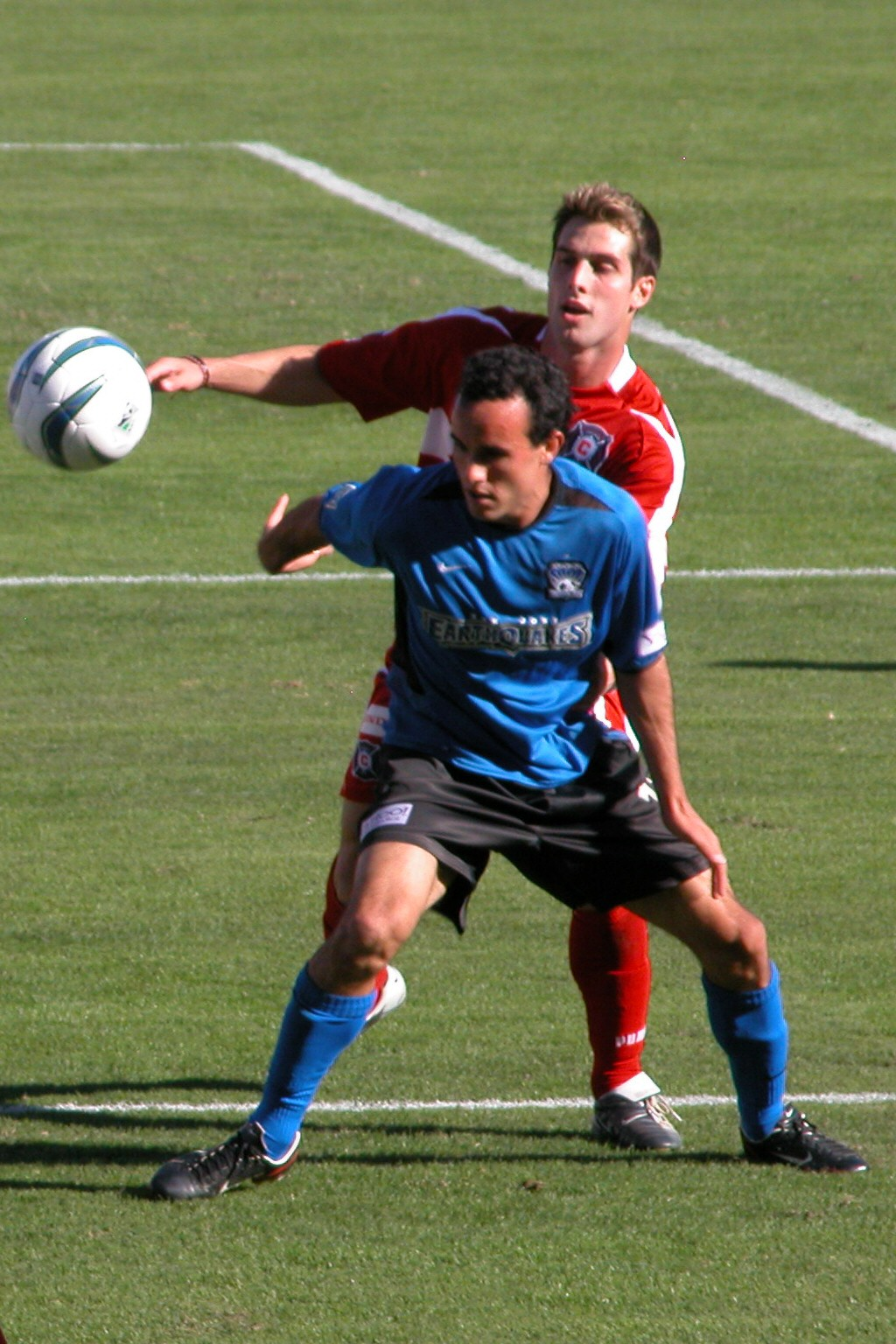
Kamp om bollen i MLS Cup 2003 mellan San Jose Earthquakes Landon Donovan, som utsågs till matchens mest värdefulla spelare (MVP), och Chicago Fires Carlos Bocanegra.

Efter varje MLS Cup utses matchens mest värdefulla spelare (MVP).
| År   | MVP                        | Position    | Klubb                |
| ---- | -------------------------- | ----------- | -------------------- |
| 1996 | Marco Etcheverry           | Mittfältare | DC United            |
| 1997 | Jaime Moreno               | Anfallare   | DC United            |
| 1998 | Piotr Nowak                | Mittfältare | Chicago Fire         |
| 1999 | Ben Olsen                  | Mittfältare | DC United            |
| 2000 | Tony Meola                 | Målvakt     | Kansas City Wizards  |
| 2001 | Dwayne De Rosario          | Anfallare   | San Jose Earthquakes |
| 2002 | Carlos Ruiz                | Anfallare   | Los Angeles Galaxy   |
| 2003 | Landon Donovan             | Anfallare   | San Jose Earthquakes |
| 2004 | Alecko Eskandarian         | Anfallare   | DC United            |
| 2005 | Guillermo Ramírez          | Mittfältare | Los Angeles Galaxy   |
| 2006 | Brian Ching                | Anfallare   | Houston Dynamo       |
| 2007 | Dwayne De Rosario          | Mittfältare | Houston Dynamo       |
| 2008 | Guillermo Barros Schelotto | Mittfältare | Columbus Crew        |
| 2009 | Nick Rimando               | Målvakt     | Real Salt Lake       |
| 2010 | Conor Casey                | Anfallare   | Colorado Rapids      |
| 2011 | Landon Donovan             | Anfallare   | Los Angeles Galaxy   |
| 2012 | Omar Gonzalez              | Försvarare  | Los Angeles Galaxy   |
| 2013 | Aurélien Collin            | Försvarare  | Sporting Kansas City |
| 2014 | Robbie Keane               | Anfallare   | Los Angeles Galaxy   |
| 2015 | Diego Valeri               | Mittfältare | Portland Timbers     |
| 2016 | Stefan Frei                | Målvakt     | Seattle Sounders     |
| 2017 | Jozy Altidore              | Anfallare   | Toronto              |
| 2018 | Josef Martínez             | Anfallare   | Atlanta United       |
| 2019 | Víctor Rodríguez           | Mittfältare | Seattle Sounders     |
| 2020 | Lucas Zelarayán            | Mittfältare | Columbus Crew        |
| 2021 | Sean Johnson               | Målvakt     | New York City        |